# Завод хімії електролізу в Сабіньяніго

Гребля Бубал (ГЕС Б'єскас II) – одна з багатьох, що були зведені EIASA

Завод хімії електролізу в Сабіньяніго – виробничий майданчик хімічного спрямування в іспанських Піренеях.
В основу проекту заводу поклали ідею використання гідроресурсів Піренеїв для продукування різноманітних хімічних продуктів. При цьому вибір майданчику в Сабіньяніго здійснили у рахуванням наявності тут залізничної лінії, що сполучала іспанську залізничну мережу з Францію та дозволяла доправляти кам’яну сіль (сировина для електролізу), пірити (основа для виробництва сульфатної кислоти, яка була необхідна для розвитку напрямку добрив) та вивозити готову продукцію. 
Проект реалізували через компанію Energías e Industrias Aragonesas (EIASA), що одночасно розвивала виробництво власної електроенергії – в 1921-му стал до ладу ГЕС Б'єскас (6,75 МВт), до якої в 1927-му приєднались ГЕС El Pueyo (8,35 МВт) та ГЕС Baños (4,25 МВт). Хімічне виробництво стартувало в 1921-му із випуску хлорату натрію, хлорату калію та карбіду кальцію (необхідне обладнання перемістили сюди з майданчику в Бадалоні). 
В 1923-му почався випуск аміаку, на синтез якого йшов отриманий унаслідок електролізу водень, а в 1925-му завершили монтаж цеху сульфатної кислоти. Втім, розпочати виробництво азотного добрива – сульфату амонію – вдалось лише в 1927-му. Станом на середину 1930-х завод в Сабіньяніго випускав біля 2 тисяч тонн аміаку та 6 – 7 тисяч тонн сульфату амонію на рік (пікових показників у цей період вдалось досягнути в 1931-му, коли випустили 2,4 тисячі тонн аміаку та 9,2 тисячі тонн сульфату амонію).

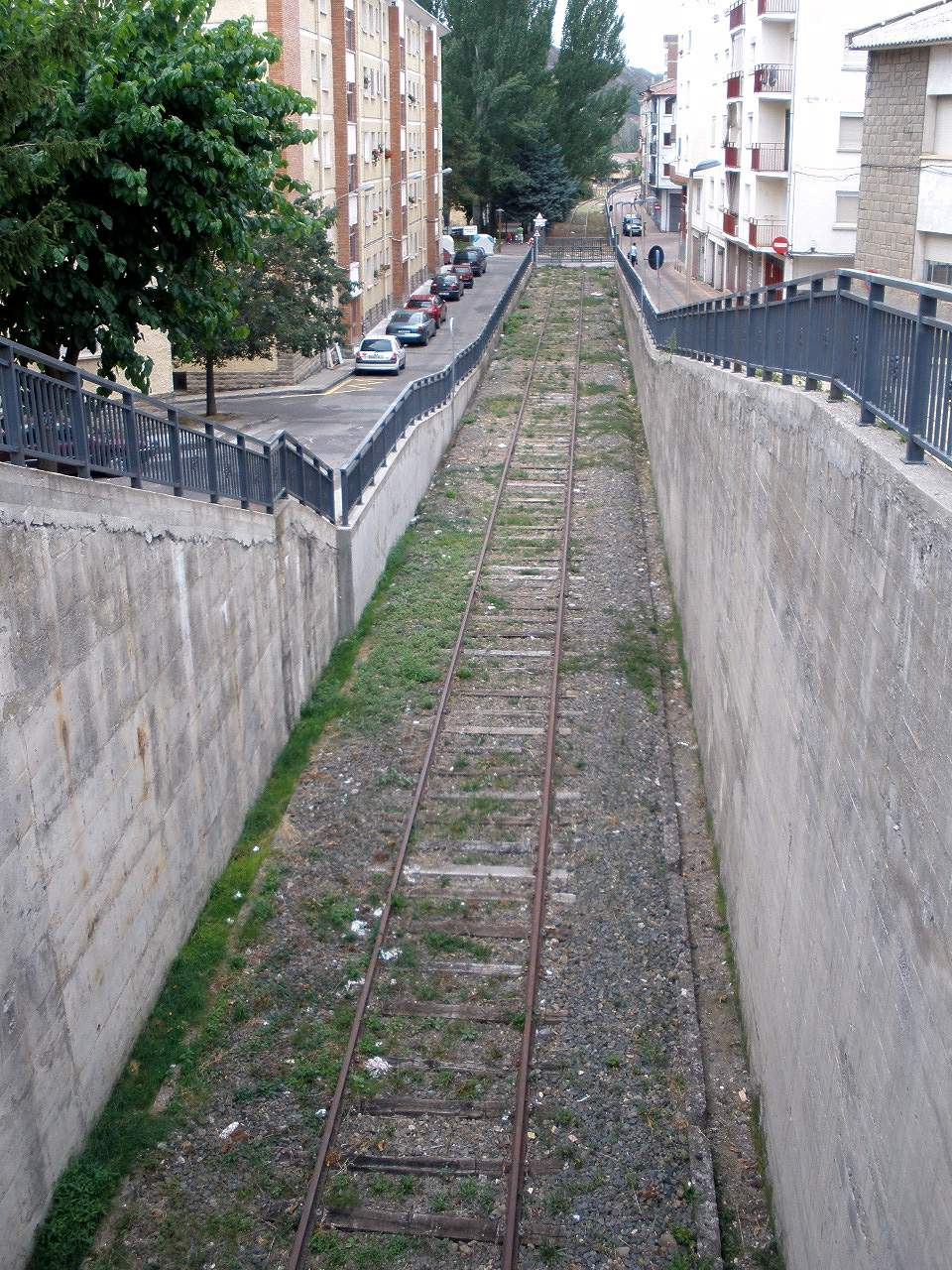
Залізнична гілка в Сабіньяніго, що веде до фабрики Ercros

З початком Громадянської війни в Іспанії виробничий комплекс EIASA опинився під контролем націоналістів, при цьому завод мав важливе воєнне значення через використання хлорату калію та карбіду кальцію у виробництві вибухових речовин (ще в 1921-му в тому ж Сабіньяніго продукування вибухівки на основі хлоратів почала Compañía Ibérica de Explosivos). У вересні 1937-го республіканці розпочали наступ на Сабіньяніго та майже оточили місто, проте у підсумку так і не змогли захопити його, а в квітні 1938-го контрнаступ націоналістів дозволив їм повернути втрачені позиції. Ці події призвели до зупинки хімічного заводу – ГЕС Biescas побувала під контролем республіканців, а на сам майданчик у Сабіньяніго впало біля шести сотень снарядів, що призвело до серйозних пошкоджень (зокрема, була частково зруйнована секція електролізу водню). Завод зміг відновити випуск хлоратів вже наприкінці квітня 1938-го з використанням електроенергії станцій El Pueyo та Baños, проте навіть станом на кінець 1939-го виробництво аміаку, сульфатної кислоти та сульфату амонію не перевищувало половини довоєнного рівня через дефіцит водню. Повінстю відновити виробничі потужності вдалось лише в 1943-му завдяки обладнанню, що надійшло з Швейцарії.
Протягом 1940 – 1945 років EIASA випускала 8 – 9 тисяч тонн сульфату амонію на рік, після чого виробництво цього продукту почало скорочуватись та досягнуло мінімуму в 1949-му – лише 1 тисяча тонн. Далі тенденцію вдалось переломити і почалось зростання, унаслідок якого в 1960-му випуск сульфату амонію перевищив 25 тисяч тонн. 
Не пізніше початку 1960-х у Сабіньяніго організували виробництво нітратної кислоти (найбільш поширений в світі процес передбачає її продукування з аміаку), а в 1962 (за іншими даними – 1959) ввели в дію цех важкої води – втім, це був пілотний проект з потужністю лише 0,5 тони на рік.
Станом на початок 1970-х потужність майданчику в Сабіньяніго по аміаку становила 10 тисяч тонн на рік, а після модернізацій 1980 та 1995 років завод міг випускати 40 тон цього продукту на добу.
В 1976-му в Сабіньяніго запустили новий цех хлоратів.
Завод традиційно завод отримував сировину з розташованої на півдні Іспанії провінції Уельва (зокрема, саме звідси походили пірити), а в 1979-му EIASA запустила в Уельві власну соляну копальню Одіель, характеристики продукції якої дозволили впровадити на майданчику в Сабіньяніго нові технології.

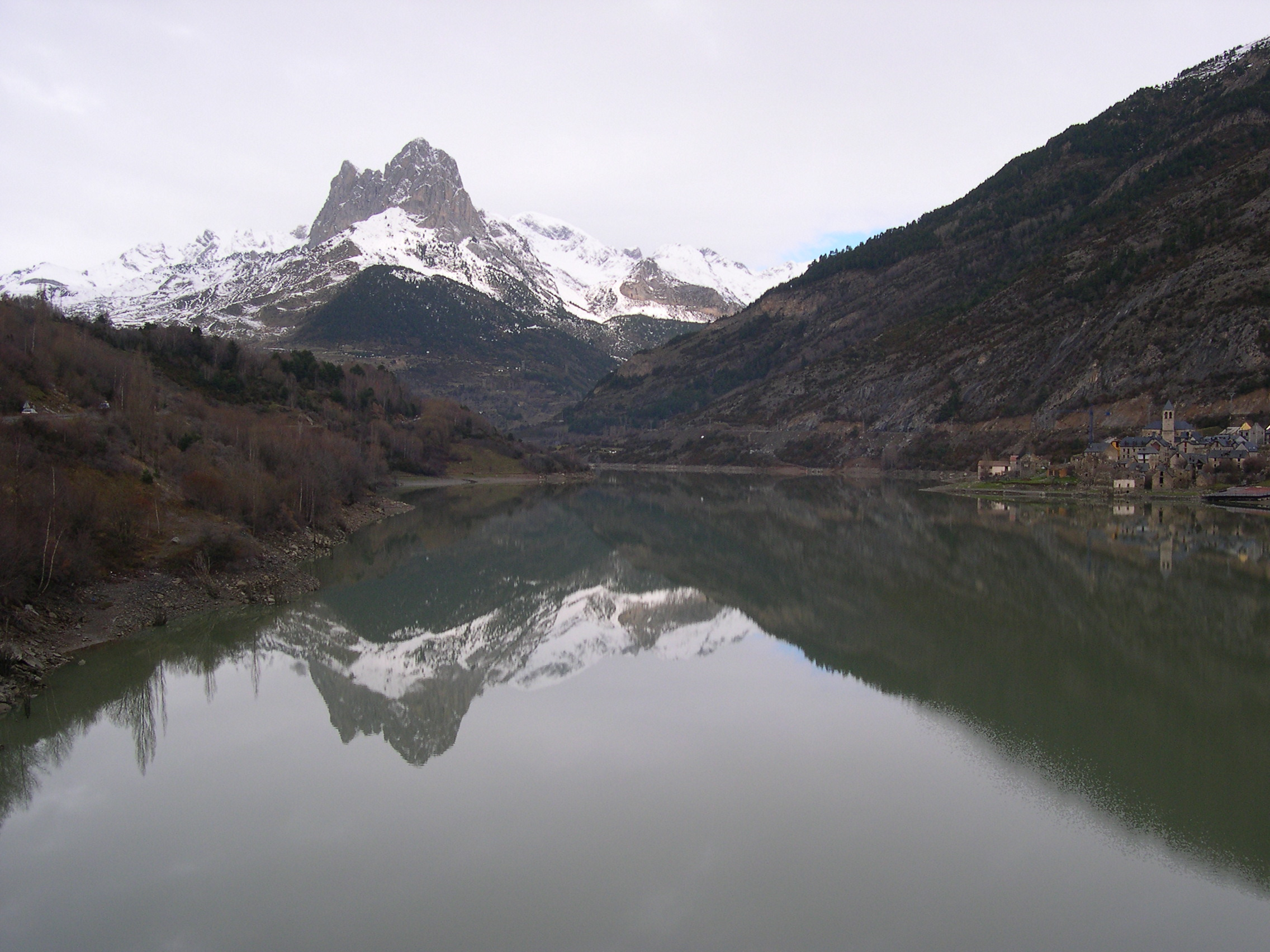
Водосховище ГЕС Лануза – останньої (та однієї з найбльших) електростанції зведеної EIASA

Ще в 1945-му EIASA підсилила ГЕС El Pueyo та ГЕС Baños на 7 МВт, а в другій половині 20 століття доклала чимало зусиль для розвитку цього дивізіону. Так, стали до ладу ГЕС Sallent Aguas Límpias-Gállego (1952, 14 МВт), ГЕС Sallent Escarra (1955, 7 МВт), ГЕС Lasarra (1956, 30 МВт), ГЕС Sesué (1964, 45 МВт), ГЕС Б'єскас II (1969, 77,5 МВт), ГЕС Ерісте (1969, 100 МВт) та ГЕС Лануза (1977, 60 МВт), що довело загальну потужність гідроенергетичних активів до 360 МВт. Втім, у підсумку електроенергетичний напрямок зустрівся з серйозними проблемами і в 1992-му EIASA продала всі свої ГЕС компанії Eléctricas Reunidas de Zaragoza (ERZ).
Більш ніж півстоліття власник заводу знаходився під контролем Banco Urquijo, допоки в 1988-му EIASA не потрапила під контроль групи Uralita (головний напрямок – промисловість будівельних матеріалів). В 1995-му EIASA перейменували на Grupo de Aragonesas, що стала публічною, а в 2005-му була придбана концерном Ercros та включена в його основний хімічний підрозділ.  
Наразі завод в Сабіньяніго має кілька основних виробничих циклів, зокрема:
- електроліз хлориду натрію із отриманням хлорату натрію, хлориту натрію, аміаку та пероксиду водню;
- електроліз хлориду натрію із отриманням каустичної соди, хлору, водню, гіпохлориту натрію та соляної кислоти.
Після проведеної в другій половині 2010-х модернізації завод збільшив річну потужність по хлору з 30 до 45 тисяч тонн на рік. Загальна виробнича потужність майданчику наразі становить 260 тисяч тонн різних хімічних продуктів.